# 甲酰胺
甲酰胺是甲酸衍生出的酰胺，分子式为HCONH2。它是无色液体，与水混溶，有与氨类似的气味。主要用于生产磺胺类药物，合成维生素及用作纸张和纤维的软化剂。纯的甲酰胺可以溶解许多不溶于水的离子化合物，因此也被用作溶剂。

## 用途
- 甲酰胺是玻璃化冷冻液的组分之一，被用于超低温保存组织和器官。
- 甲酰胺被用作凝胶电泳中RNA的稳定剂，也用于稳定毛细管电泳中的变性单股DNA。
- 烧结时可在溶胶凝胶中加入甲酰胺以防止开裂。
- 纯的甲酰胺可用作纳米薄膜聚合物静电自组装中的替代溶剂。[2]

## 生产
实验室和过去的工业上，都先以甲酸和氨反应生成甲酸铵，再使其热分解来制备甲酰胺：
HCOOH + NH3 → HCOONH4
HCOONH4 → HCONH2 + H2O
现在工业上以甲酸甲酯的氨解反应来制取甲酰胺：
HCOOCH3 + NH3 →  HCONH2 + CH3OH